# Gelis melampus
Gelis melampus là một loài tò vò trong họ Ichneumonidae.